# Rhayader
Rhayader (en anglais) ou Rhaeadr Gwy (en gallois) est une petite ville de marché et une communauté du Powys, au pays de Galles.

## Géographie
Rhayader est située dans le centre du Powys, dans le comté historique du Radnorshire, au croisement des routes A44 (en) (ouest-est) et A470 (en) (nord-sud). La Wye coule à l'ouest de la ville.
La communauté de Rhayader comprend aussi les villages et hameaux de Elan Village / Pentre Elan (en) et Llansanffraid Cwmdeuddwr (en).
C'est à Rhyader qu'a été mesurée la température la plus froide de l'histoire du pays de Galles : –23,3 °C le 21 janvier 1940.

## Démographie
Au recensement de 2011, la communauté de Rhayader comptait 2 088 habitants.